# マイケル・スコット (占星術師)

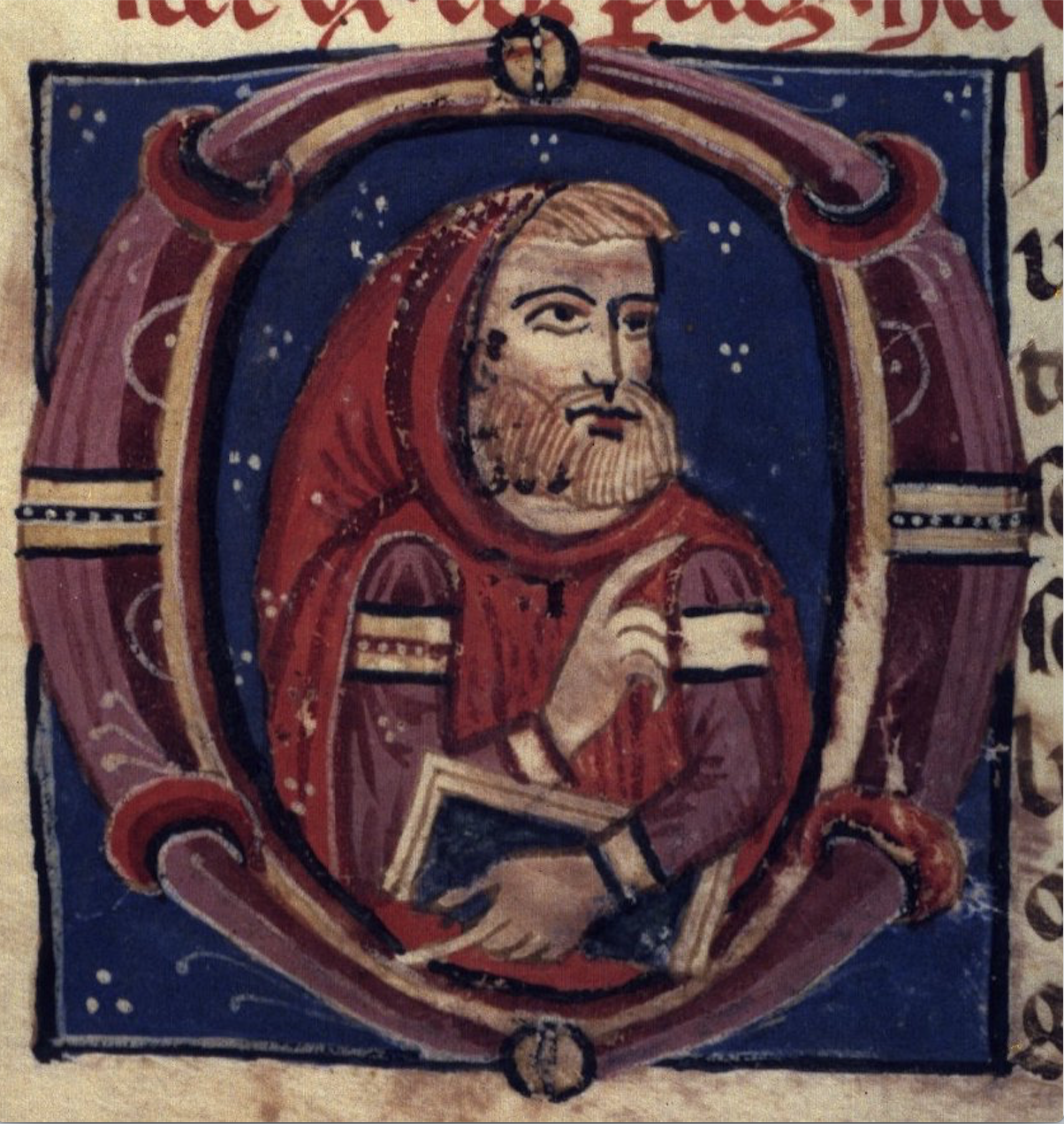
マイケル・スコット (占星術師)

マイケル・スコット（Michael Scot、1175年 - 1232年頃）は、スコットランド生まれの中世の占星術師、数学者である。ダンテの『神曲地獄編』などに魔術師として登場する。
スコットランドに生まれダラムの学校や、オクスフォード、パリで哲学、数学、占星術を学んだ。その後イタリアを経て、スペインのトレドに移った。最初にスコットの記録が残っているのは1217年で、この年トレドでアルペトラギウスの天文学の著作Kitab fi l-hai'aを訳している。多くのアラビア語の著作を翻訳した。1220年にボローニャに移り、ローマ教皇ホノリウス3世に仕え、1224年にはアイルランドの司教に任命されたが、辞退した。1227年からはイタリア、シチリア島のフリードリヒ2世の宮廷でアラビア語の注釈のついたアリストテレスの著作を翻訳し、イブン・スィーナー、イブン・ルシュドの原著にふれた。フリードリヒ2世の宮廷占星術師として活躍し、多くの伝説が残されている。
神学者ではないが、ダンテもイスラム科学をキリスト教徒が使うことには批判的で、その影響を強く受けた占星術にも同様に批判的だった（彼は『神曲』の中で13世紀の代表的な占星術師グイド・ボナッティとマイケル・スコットを地獄に落としている）。
著書は占星術、錬金術などにおよび、Super auctorem spherae、De sole et luna、De chiromantia、De physiognomia et de hominis procreationeなどがある。